# Oreby skov
Oreby skov este o arie protejată (arie specială de conservare — SAC, sit de importanță comunitară — SCI) din Danemarca întinsă pe o suprafață de 29 ha, integral pe uscat.

## Localizare
Centrul sitului Oreby skov este situat la coordonatele 55°02′08″N 11°48′59″E / 55.035556°N 11.816389°E.

## Înființare
Situl Oreby skov a fost declarat sit de importanță comunitară în mai 1998 pentru a proteja 1 specie de animale. Situl a fost protejat și ca arie specială de conservare în decembrie 2011.

## Biodiversitate
Situată în ecoregiunea continentală, aria protejată conține 8 habitate naturale: Păduri de fag Luzulo-Fagetum, Păduri de fag Asperulo-Fagetum, Păduri de stejar sau de stejar și carpen sub-atlantice și medio-europene de Carpinion betuli, Dune mobile cu vegetație embrionară, Faleze cu vegetație de pe coastele atlantice și baltice, Pășuni atlantice udate de apa mării (Glauco-Puccinellietalia maritimae), Vegetație anuală la limita mareei, Vegetație perenă pe țărmurile stâncoase.
La baza desemnării sitului se află o specie protejată de  nevertebrate: Osmoderma eremita.